# S/2021 J 2
S/2021 J 2 — невеликий зовнішній природний супутник Юпітера, відкритий Скоттом Шеппардом 12 серпня 2021 року за допомогою 6,5-метрового телескопа Магеллана-Бааде в обсерваторії Лас-Кампанас, Чилі. Центр малих планет оголосив про це через чотири роки, 19 січня 2023 року, після того, як спостереження були зібрані протягом досить тривалого періоду часу, щоб підтвердити орбіту супутника.
S/2021 J 2 є частиною групи Ананке, скупчення ретроградних, нерегулярних супутників Юпітера, які рухаються по орбітах, подібних до Ананке, на великих півосях між 19–22 мільйонами км, ексцентриситетом орбіти між 0,1– 0,4, а нахили 139—155°. Має діаметр близько 1 км і абсолютну зоряну величину 17,3, що робить його одним із найменших відомих супутників Юпітера.